# Tour della nazionale maschile di rugby a 15 dell'Argentina 2008
Tra il 2008 e  il 2011 l'Argentina, affidata a Sebastian Phelan, ha programmato una serie di minitour in preparazione alla Coppa del Mondo di rugby 2011 in Nuova Zelanda. Alcuni di essi sono stati dedicati alla "Nazionale "A" selezione nota anche come "Jaguars"

## Risultati
| Arbitro: | Jonathan Kaplan |

|                          |      |                       |
| 29’, 79’ Skrela 32’ Baby | c.p. | 27’, 36’ F. Contepomi |
| 11’ Skrela               | drop |                       |

| Arbitro: | Chris White |

|                  |      |                                         |
| 80’ Masi         | mt   | 50’ Carballo                            |
|                  | tr   | 50’ F. Contepomi                        |
| 31’, 53’ Marcato | c.p. | 26’, 38’, 40'+1’, 43’, 74’ F. Contepomi |
| 44’ Marcato      | drop |                                         |

| Arbitro: | Bryce Lawrence |

|                      |      |               |
| 77’ Bowe             | mt   |               |
| 39’, 50’, 75’ O'Gara | c.p. | 36’ Fernández |
| 69’ O'Gara           | drop |               |